# Морские операции Восточноафриканской кампании
Морские операции — боевые действия итальянского флота во время Восточноафриканской кампании, были весьма редкими и в целом неудачными для итальянцев.
Италия начала активно развивать порты в Итальянской Восточной Африке в 1936 году, с началом войны против Эфиопии. К моменту вступления Италии во Вторую мировую войну 10 июня 1940 года в Массауа базировались две флотилии эсминцев, восемь океанских подводных лодок, две подводные лодки малого радиуса действия, отряд торпедных катеров и ряд вспомогательных судов; кроме того, несколько торговых судов получили артиллерийское вооружение.
С началом боевых действий итальянское Верховное командование поставило перед флотилией Красного моря задачу пресечь сообщение между Суэцом и Аденом, однако командование на местах понимало, что на кораблях времён Первой мировой войны, на которых постоянно что-либо выходило из строя, практически невозможно тягаться с Британским флотом. Тем не менее восемь подводных лодок вышли из Массауа, и это закончилось катастрофой: 15 июня «Макале» затонула из-за того, что в результате химической реакции в ней начал выделяться ядовитый газ, 23 июня «Торричелли» вступила в бой с превосходящими силами противника и после получения серьёзных повреждений была затоплена экипажем, 24 июня погибла в бою «Гальвани», а «Галилей» была 19 июня захвачена траулером «Мунстоун» и приведена на буксире в Аден.
В свете этих событий Верховное командование изменило задачи, стоящие перед флотилией: атаковать конвои, избегать встречи с превосходящими силами противника и использовать защиту, предоставляемую береговой артиллерией. В результате итальянские корабли в течение 10 месяцев выходили в море лишь 15 раз, и за это время добились весьма скромных результатов: потопили два английских танкера и повредили артиллерийским огнём один эсминец.
Когда в начале 1941 года британские войска перешли в наступление на суше, и ситуация стала критической, Верховное командование разработало планы действий флота в случае потери Массауа: океанские подводные лодки должны были уйти в Италию вокруг Африки, вооружённые торговые суда — прорываться в Японию, а надводные военные корабли — атаковать Порт-Судан или Суэц, чтобы нанести перед гибелью максимально возможный ущерб противнику.

Первыми покинули африканские порты вооружённые торговые суда. 27 февраля «Рамб I» был перехвачен и потоплен новозеландским лёгким крейсером «Линдер», но «Рамб II» и «Эритрея» в двадцатых числах марта прибыли в Кобе. Подводные лодки «Гильелмотти», «Феррарис», «Перла» и «Архимед» вышли из Массауа в начале марта, и в мае достигли Бордо, ставший базой для действий итальянских подводных лодок в Атлантике.
2 апреля все оставшиеся к тому моменту в Массауа эсминцы вышли в атаку на Порт-Судан, но были обнаружены британской авиаразведкой и перехвачены в море; те из них, кто сумел избежать затопления, уже не имели достаточно топлива для выполнения миссии, и были покинуты командами.